# Hugo Keller (Dirigent)
Hugo Keller (* 14. August 1887 in Frauenfeld; † 5. Mai 1948 in Bern) war ein Schweizer Gesangslehrer, Dirigent, Chorleiter und Chorgründer.

## Leben und Werk
Keller holte sich sein musikalisches Rüstzeug am Konservatorium in Neuenburg und war als Gesangslehrer an der Knabensekundarschule und an der Töchterhandelsschule in Bern tätig.
Neben der Lehrtätigkeit war er von 1928 bis 1932 Dirigent des gemischten Chors «Harmonie» (seit 1970 «Berner gemischter Chor») sowie der Berner Singstudenten und des Berner Frauenchors. Keller gründete auch den Knabenchor «Berner Singbuben». Mit dem Knabenchor trat er in Schweizer Städten auf und lud Jugendchöre nach Bern ein.
Auf seine Initiative hin wurde im Mai 1948 in Bern das erste internationale Jugendsingtreffen durchgeführt. Daran nahmen Chöre aus Wien, Leipzig, Paris, dem Vorarlberg und verschiedenen Schweizer Kantonen teil.